# Gert van Rooyen
Cornelius Gerhardus (Gert) van Rooyen (1954/1955) was een vermeend Zuid-Afrikaanse seriemoordenaar en pedofiel. Hij ontvoerde in de loop van 1988/1989 samen met 'Joey' (Francina Johanna Hermina) Haarhoff ten minste zes jonge meisjes.

## Slachtoffers
Van Rooyen ontvoert voor zover bekend zijn eerste twee slachtoffers (10 en 13 jaar oud) in 1979. Hij neemt ze mee naar de Hartbeespoort Dam, slaat ze in het gezicht tot ze zich uitkleden en vergrijpt zich aan ze. De volgende dag laat Van Rooyen de meisjes gaan. Daarop wordt hij gearresteerd en tot vier jaar gevangenisstraf veroordeeld, waarvan hij er drie uitzit. Na zijn vrijlating scheidt zijn vrouw - de moeder van zijn zes kinderen - Alleta van hem. Vijf jaar later leert Van Rooyen Haarhoff kennen.
Tussen 1 augustus 1989 en 3 november 1989 verdwijnen er acht kinderen uit de buurt.
- Tracy-Lee Scott-Crossley (14) uit Randburg
- Fiona Harvey (12) uit Pietermaritzburg
- Joan Horn (12) uit Pretoria
- Janet Delport (16) uit Durban
- Rosa Piel (9) uit Alberton
- Odette Boucher (11) uit Kempton Park
- Anne-Mari Wapenaar (12) uit Kempton Park
- Yolanda Wessels (13, het nichtje van Haarhof)

Van Rooyen en Haarhof gaan de fout in wanneer ze op 11 januari 1990 Joan Booysen (16) ontvoeren uit Pretoria. Nadat ze is geboeid, gedrogeerd en verkracht wordt ze opgesloten in een kast. Ze weet echter te ontsnappen en gaat naar de politie, die daarop het huis van Van Rooyen in de gaten houdt. Wanneer hij voorbij rijdt, gaat de politie achter hem aan. Voor ze gepakt kunnen worden schiet Van Rooyen Haarhoff en zichzelf dood. De vermoedelijke moordslachtoffers van Van Rooyen en Haarhof worden vervolgens nooit meer teruggevonden.

## Onderzoek
Hoewel het verdachte duo nooit heeft kunnen praten en er nooit lijken gevonden zijn, wijzen forensisch onderzoek en getuigeverklaringen verbanden aan tussen de verdwijningen van zes meisjes en Van Rooyen/Haarhoff. Odette Bouchers adres, telefoonnummer en badge dat ze 'klassenoudste' is, worden bijvoorbeeld bij Van Rooyen thuis aangetroffen. De politie doopt tijdens het onderzoek het huis sowieso om tot het House of Horrors.
Het House of Horrors wordt in 1996 systematisch afgebroken tijdens het zoeken naar nieuw bewijs. Er wordt niets gevonden behalve wat begraven botten in de tuin, die na forensisch onderzoek niet menselijk blijken te zijn.